# Money for Nothing (singel Darina)
Money for Nothing to pierwszy singel szwedzkiego piosenkarza Darinae, promujący debiutancką płytę The Anthem. Piosenka dotarła do pierwszego miejsca Swedish Singles Chart.

## Pozycje na listach
| Lista (2005) | Pozycja |
| ------------ | ------- |
| Szwecja      | 1       |